# El Alâa
El Alâa (arabe : العلا) est une ville tunisienne rattachée au gouvernorat de Kairouan.
Cette municipalité fait partie de la délégation du même nom et compte, selon le recensement de 2014, une population de 3 276 habitants, dont 8,4 % seulement vivent en milieu urbain. La municipalité compta 2 335 habitants en 1984 puis 2 741 en 1994.

## Indicateurs
Quelques indicateurs issus du recensement de 2004 permettent de se faire une idée du profil de la ville :
- Nombre de familles : 565 ;
- Nombre de logements : 625 ;
- Eau potable : 100 %.